# Stapferhaus
Das Stapferhaus in Lenzburg im Schweizer Kanton Aargau wurde 1960 von Pro Helvetia, Pro Argovia, der Stiftung Schloss Lenzburg und der Neuen Helvetischen Gesellschaft als Stätte der Begegnung und geistigen Auseinandersetzung gegründet.
Heute wird die Institution hauptsächlich vom Kanton Aargau, der Schweizer Kulturstiftung Pro Helvetia und der Stadt Lenzburg finanziert. Private Stiftungen, Gönner und Sponsoren leisten projektbezogene Unterstützung. Das Stapferhaus arbeitet an der Schnittstelle von Kultur und Wissenschaft und spricht mit seiner Arbeit ein breites Publikum an.

## Geschichte
Das Stapferhaus wurde bis 1991 von Martin Meyer und von 1992 bis 2002 von Hans Ulrich Glarner geleitet. Von 2002 bis 2011 wurde es von Beat Hächler und Sibylle Lichtensteiger gemeinsam geführt. Von 2011 bis 2024 war Sibylle Lichtensteiger alleinige Leiterin des Stapferhauses. Seit 2025 sind Celia Bachmann und Sonja Enz (gemeinsame künstlerische Leitung) und Michael Arnold (kaufmännische Leitung) für die Gesamtleitung des Hauses verantwortlich.
Gründungssitz der Stiftung Stapferhaus war das nach Philipp Albert Stapfer benannte Gebäude auf Schloss Lenzburg. Dort fanden Tagungen und erste Ausstellungen statt. Ab 2002 diente das Zeughaus als Ausstellungsgebäude. Seit Sommer 2018 bespielt die Stiftung Stapferhaus einen Neubau direkt am Bahnhof Lenzburg. Die Stiftung Stapferhaus gehörte in den letzten Jahren zu den grössten Empfängern von Geldern aus dem Lotteriefonds.
Am 6. Mai 2021 wurde es mit dem European Museum of the Year Award 2020 ausgezeichnet.

## Ausstellungen
Mit seinen Ausstellungen zu gesellschaftspolitischen Fragen ist das Stapferhaus in den letzten Jahren über die Landesgrenzen hinaus bekannt geworden:
- Anne Frank und wir (1994)
  - Publikation: Beat Hächler (Hrsg.): Anne Frank und wir. Chronos, Zürich 1995, ISBN 978-3-905311-71-6.
- a walk on the wild side (1997)
  - Publikation: Barbara Rettenmund (Hrsg.): A walk on the wild side. Jugendszenen der Schweiz von den 30er Jahren bis heute. Chronos, Zürich 1997, ISBN 978-3-905312-03-4.
- Last minute (1999)
  - Publikation: Hans-Ulrich Glarner (Hrsg.): Last minute. Ein Buch zu Sterben und Tod. hier + jetzt, Baden 1999, ISBN 978-3-906419-05-3.
- Autolust (2002)
  - Publikation: Autolust. Ein Buch über die Emotionen des Autofahrens. hier + jetzt, Baden 2002, ISBN 978-3-906419-29-9.
- Strafen (2004)
  - Publikation: Nathalie Unternährer (Hrsg.): Strafen. Ein Buch zur Strafkultur der Gegenwart. hier + jetzt, Baden 2004, ISBN 978-3-906419-82-4.
- Glaubenssache. Eine Ausstellung für Gläubige und Ungläubige (2006/2007)
  - Publikation: Nathalie Unternährer (Hrsg.): Glaubenssache. Ein Buch für Gläubige und Ungläubige. hier + jetzt, Baden 2006, ISBN 978-3-03919-038-6.
- nonstop. Eine Ausstellung über die Geschwindigkeit des Lebens (2009/2010)
  - Publikation: Nonstop. Ein Lese- und Hörbuch über die Geschwindigkeit des Lebens. hier + jetzt, Baden 2009, ISBN 978-3-03919-110-9
- Home. Willkommen im digitalen Leben (2010–2011)
  - Publikation: Home – willkommen im digitalen Leben. hier + jetzt, Baden 2010, ISBN 978-3-03919-191-8
- Entscheiden. Über das Leben im Supermarkt der Möglichkeiten (2012–2014)
  - Publikation: Entscheiden. Das Magazin zur Ausstellung. Stapferhaus, Lenzburg 2012, ISBN 978-3-033-03632-1.
- Geld. Jenseits von Gut und Böse (2014–2016)
  - Publikation: Michael Fässler (Hrsg.): Geld – jenseits von Gut und Böse. Stapferhaus, Lenzburg 2014
- Heimat. Eine Grenzerfahrung (2017–2018)
  - Publikation: Heimat – eine Grenzerfahrung. NZZ Libro, Zürich 2017, ISBN 978-3-03810-256-4
- Fake. Die ganze Wahrheit (2018–2020)
  - Publikation: Fake. Das Magazin. Stapferhaus, Lenzburg 2018.
- Geschlecht. Jetzt entdecken (2020–2022)
  - Publikation: Sibylle Lichtensteiger (Hrsg.): Geschlecht jetzt entdecken. NZZ Libro, Basel 2020, ISBN 978-3-907291-17-7.
- Natur. Und wir? (2022–2024)
  - Publikation: Stapferhaus (Hrsg.): Natur. Und wir? Ein Buch über die entscheidende Frage unserer Zeit. NZZ Libro, Basel 2023, ISBN 978-3-907396-46-9
- Hauptsache gesund. Eine Ausstellung mit Nebenwirkungen. (2024–2025)
  - Publikation: Stapferhaus (Hrsg.): Hauptsache gesund? 33 Fragen – 111 Antworten. Stapferhaus, Lenzburg 2024, ISBN 978-3-033-10816-5